# Eszement Freddy
Az Eszement Freddy (eredeti címe: Freddy Got Fingered) 2001-es amerikai szürreális filmvígjáték, amelynek rendezője, írója és főszereplője Tom Green. Ez Green első filmrendezése.
Amerikában 2001. április 20.-án mutatták be. Bemutatása idején mind kritikai, mind pénzügyi szempontból megbukott, és sokan a legrosszabb filmek közé sorolták. A filmet öt Arany Málna-díjra is jelölték. Az évek során azonban kultuszfilmmé vált, és a kritikák is pozitívabb irányba mozdultak el.

## Rövid történet
A film főszereplője egy gyerekes 28 éves srác, aki profi rajzoló szeretne lenni.

## Szereplők
| Karakter                          | Színész              | Szinkronhang  |
| --------------------------------- | -------------------- | ------------- |
| Gord Brody                        | Tom Green            | Lippai László |
| Jim Brody                         | Rip Torn             | Uri István    |
| Betty                             | Marisa Coughlan      | Dögei Éva     |
| Freddy Brody                      | Eddie Kaye Thomas    | Bódy Gergely  |
| Darren                            | Harland Williams     | Sótonyi Gábor |
| Dave Davidson                     | Anthony Michael Hall | Bognár Tamás  |
| Julie Brody                       | Julie Hagerty        | Pálos Zsuzsa  |
| Mr. Malloy                        | Jackson Davies       |               |
| Andy Malloy                       | Connor Widdows       |               |
| Farmer                            | John R. Taylor       |               |
| Terhes nő                         | Fiona Hogan          |               |
| Orvos                             | George Gordon        |               |
| Biztonsági őr a filmstúdiónál     | Ron Selmour          |               |
| Recepciós Davidson irodájában     | Drew Barrymore       | Solecki Janka |
| Férfi az étteremben               | David Neale          |               |
| Férfi az étteremben               | Scott Heindl         |               |
| Nő az étteremben                  | Wendy Chmelauskas    |               |
| Larry / Kamionsofőr               | R. Nelson Brown      |               |
| Pincér                            | Allan Gray           |               |
| Pszichiáter / Szociális munkás    | Lorena Gale          | Némedi Mari   |
| A szociális munkást kísérő rendőr | Simon Longmore       |               |
| Mogorva fiú                       | Giacomo Baessato     |               |
| Művezető                          | Eric Keenleyside     |               |
| Shaquille                         | Shaquille O'Neal     |               |
| Vásárló a szendvics-üzletben      | Darren Moore         |               |
| Biztonsági őr                     | Rick Tae             |               |
| Pattanásos üzletvezető            | Noel Fisher          |               |
| Neil bácsi                        | Stephen Tobolowsky   |               |

## Fogadtatás
Bemutatása idején a film negatív kritikákban részesült, sokan az egyik legrosszabb filmnek kiáltották ki. A Rotten Tomatoes oldalán 11%-ot ért el 95 kritika alapján, és 3.20 pontot szerzett a tízből. A Metacritic honlapján 13 pontot szerzett a százból, 25 kritika alapján.
Paul Clinton szerint "ez egész egyszerűen a legrosszabb film, amelyet egy hollywoodi stúdió adott ki".
Roger Ebert nulla csillagot adott a filmre, és a legutáltabb filmjei közé sorolta.